# Cysticercus bovis
Cysticercus bovis” es producida por la fase larvaria de la tenia sanguinata, que parasita al hombre.
Sinonimia 
Cisticercosis bovina 
Etiología 
Cistycercus bovis
Ciclo biológico 
El parásito adulto habita en el tracto intestinal humano.los proglotides contienen (8000)salen al exterior (en número de 5 y 6) con las heces y son ingeridas por las vacas.